# Луан-Кюїзо
«Луан-Кюїзо» (фр. Louhans-Cuiseaux FC) — французький футбольний клуб з міста Луан, заснований 1970 року. Приймає своїх суперників на «Парк дес спортс де Брам», що вміщує 9 750 глядачів. Цікаво, що стадіон клубу має більше місць, ніж жителів міста.

## Історія
Клуб «Луан-Кюїзо» був заснований в 1970 році в результаті об'єднання двох клубів із сусідніх невеличких містечок Бургундії Луан та Кюїзо — Club Sportif Louhannais, заснованого 1916 року i Club de Cuiseaux, заснованого 1930 року.
Вже у першому сезоні команда вийшла до Дивізіону 2, втім там затриматись так і не зуміла і тривалий час була командою-ліфтом, виступаючи у другому дивізіоні у 1971—1973, 1981—1985, 1986—1993, 1995—1998 і 1999—2000 роках. У 2003 році клуб втратив статус професіонального клубу і в подальшому став виступати на аматорському рівні.
У 2006 році тоголезький півзахисник Алексіс Ромао став першим футболістом клубу, що зіграв у фінальних частинах чемпіонаті світу.

## Відомі гравці
- Річмонд Форсон
- Алексіс Ромао
- Алу Діарра
- Алаеддін Ях'я